# اچ‌ام‌اس استون‌هنج (پی۲۳۲)
اچ‌ام‌اس استون‌هنج (پی۲۳۲) (به انگلیسی: HMS Stonehenge (P232)) یک زیردریایی بود که طول آن ۲۱۷ فوت (۶۶ متر) بود. این زیردریایی در سال ۱۹۴۳ ساخته شد.